# Terinos poros
Terinos poros är en fjärilsart som beskrevs av Hans Fruhstorfer 1906. Terinos poros ingår i släktet Terinos och familjen praktfjärilar. Inga underarter finns listade i Catalogue of Life.